# Lahisjynski rajon
Lahisjynski rajon (belarusiska: Лагішынскі раён)  var en rajon i Belarusiska SSR, Sovjetunionen mellan 1940 och 1962 (de facto 1940-1941 och 1944-1962). Den hade Lahisjyn som centralort. Den var en del av Pinsk voblast och hade en yta på ungefär 1 100 km2. När den avskaffades blev området en del av Pinsk rajon, förutom Bahdanaŭka, som blev en del av Luninets rajon.